# Liste der Einträge im National Register of Historic Places im Hemphill County
Die Liste der Registered Historic Places im Hemphill County führt alle Bauwerke und historischen Stätten im texanischen Hemphill County auf, die in das National Register of Historic Places aufgenommen wurden.

## Aktuelle Einträge
| Lfd. Nr. | Name im NRHP                  | Bild | Datum der Eintragung | Adresse/Lage       | Ort      | NRHP-ID  | Beschreibung |
| -------- | ----------------------------- | ---- | -------------------- | ------------------ | -------- | -------- | ------------ |
| 1        | Battle of Lyman's Wagon Train |      | 13. Aug. 2001        | Address Restricted | Canadian | 01000875 |              |